# Phyllanthus parainduratus
Phyllanthus parainduratus är en emblikaväxtart som beskrevs av Maurice Schmid. Phyllanthus parainduratus ingår i släktet Phyllanthus och familjen emblikaväxter. Inga underarter finns listade i Catalogue of Life.